# Reverend
Reverend(한국어: 레버런드, 줄임말: Rev.)는 기독교 성직자에게 붙이는 경칭이다. 따라서 Rev.는 개신교의 목사, 로마 가톨릭교회, 성공회, 정교회의 사제에게 모두 쓸 수 있으며, Most Rev.(주교) 등으로 구분하여 표기하기도 한다. 목자를 뜻하는 라틴어 Reverendus(레베렌두스)가 말뿌리이다.(이성덕, 《이야기교회사》,살림출판사). 

## 같이 보기
- 성직자